# Souselas (stacja kolejowa)
Souselas (port: Estação Ferroviária de Souselas) – przystanek kolejowy, w miejscowości Souselas, w dystrykcie Coimbra, w Portugalii. Znajduje się na Linha do Norte.
Obsługiwana jest przez pociągi Comboios de Portugal.

## Charakterystyka

### Połoenie
Znajduje się przy Rua dos Correios, w miejscowości Souselas.

### Infrastruktura
W styczniu 2011 r. miała 3 tory przelotowe, o długości od 358 do 1039 metrów, 3 krawędzie peronowe o długości 231 i 235 metrów, i wysokości od 40 do 50 centymetrów. W październiku 2004 r. 

## Historia
Linia między stacjami Estarreja i Taveiro, która została wybudowana przez Companhia dos Caminhos de Ferro Portugueses, została otwarta w dniu 10 kwietnia 1864.
Drugi tor na linii pomiędzy stacjami Coimbra-B i Pampilhosa został dobudowany 30 kwietnia 1925, a zelektryfikowano w marcu 1964.

## Linie kolejowe
- Linha do Norte